# بلاتاريا (ثيسبروتيا)
بلاتاريا (Πλαταριά) هي مدينة في ثيسبروتيا في مقاطعة كينتريكي إلادا في  اليونان.